# Dennis Blake
Dennis Blake (Jamaica) es un atleta jamaicano retirado, especializado en la prueba de 4x400 m en la que llegó a ser medallista de bronce olímpico en 1996.

## Carrera deportiva
En los JJ. OO. de Atlanta 1996 ganó la medalla de bronce en los relevos 4x400 metros, con un tiempo de 2:59.42 segundos, tras Estados Unidos (oro) y Reino Unido (plata), siendo sus compañeros de equipo: Michael McDonald, Greg Haughton, Davian Clarke, Roxbert Martin y Garth Robinson.